# Газизовы
Гузаль и Юнир Газизовы — супруги, дуэт советских цирковых воздушных гимнастов.
Юнир Хасанович Газизов (17 января 1950 года, Старосубхангулово —15 мая 2006 года, Уфа)
Гузаль Мустафеевна Газизова (род. 2 декабря 1954 года, Оренбург)

## Биография
Выпускники студии при Уфимском цирке (1973 г.) с номером «Гимнасты на брусьях и бамбуках».
Созданный позднее, в 1976 г. дуэт с супругой — Газизовой Гузаль Мустафеевной, воздушный цирковой номер «Журавушка и Батыр» в творческом содружестве с режиссёром В. И. Левшиным, стал украшением программы молодого башкирского национального цирка.
Фабула «Журавушки и Батыра» основана на старинной башкирской легенде. Эта легенда о юноше — охотнике и девушке — птице нашла на редкость выразительное воплощение в образах циркового искусства. Исполнители смогли языком трюка передать историю любви юноши — охотника и голубокрылой Журавушки, превратившейся в девушку.
Сложнейшие трюки, где Юнир Газизов, в подъёме на кольцах исполнял сильнейший трюк «крест» также поворотный «крест» налево и направо, опираясь только на кисти рук, за что его в спортивном и цирковом мире прозвали «крестовиком». Специальная музыка, написанная для этого номера, продуманная композиция, высокое исполнительское мастерство обеспечило артистам Газизовым неизменный успех в СССР и за рубежом. Артисты добились органического слияния трюка и пластики, включая элементы национальной хореографии и музыкальной темы. Каждый успевает выразить свою индивидуальность, характеры героев. Возникает дуэт силы и грации, гармония физического совершенства и духовной красоты.
Артисты Гузаль и Юнир Газизовы являются авторами ряда воздушных трюков, которые были единственными своего рода в цирковом искусстве. Некоторые трюковые комбинации на большой высоте исполнялись без страховки. Многократно гастролировали за рубежом.
Номер отличался неожиданностью решений, трюковой изобретательностью. Обогащенный национальным колоритом номер Газизовых получил высокую оценку специалистов в области цирка и был признан как художественно-цирковое произведение.
1982-1990 гг. Ю.Х. Газизов является художественным руководителем и директором башкирского национального циркового коллектива не прерывая артистической деятельности. Юнир Газизов активно участвовал в проведении I-го Всемирного Курултая башкир, как его исполнительный директор. 

## Память
На родине Юнира Газизова, после его смерти, в административном центре село Старосубхангулово Бурзянского района Республики Башкортостан, названа его именем одна из молодых улиц.

## Награды и звания
Газизова Гузаль Мустафеевна — Заслуженная артистка Башкирской АССР (1982 г.).
Газизов Юнир Хасанович — Заслуженный артист Башкирской АССР (1979), Народный артист Башкирской АССР (1984).
1982 г. — Лауреаты Всесоюзного конкурса на лучший цирковой номер.
1986 г. Лауреаты Государственной премии Башкирской АССР им. Салавата Юлаева.